# Замок Росс

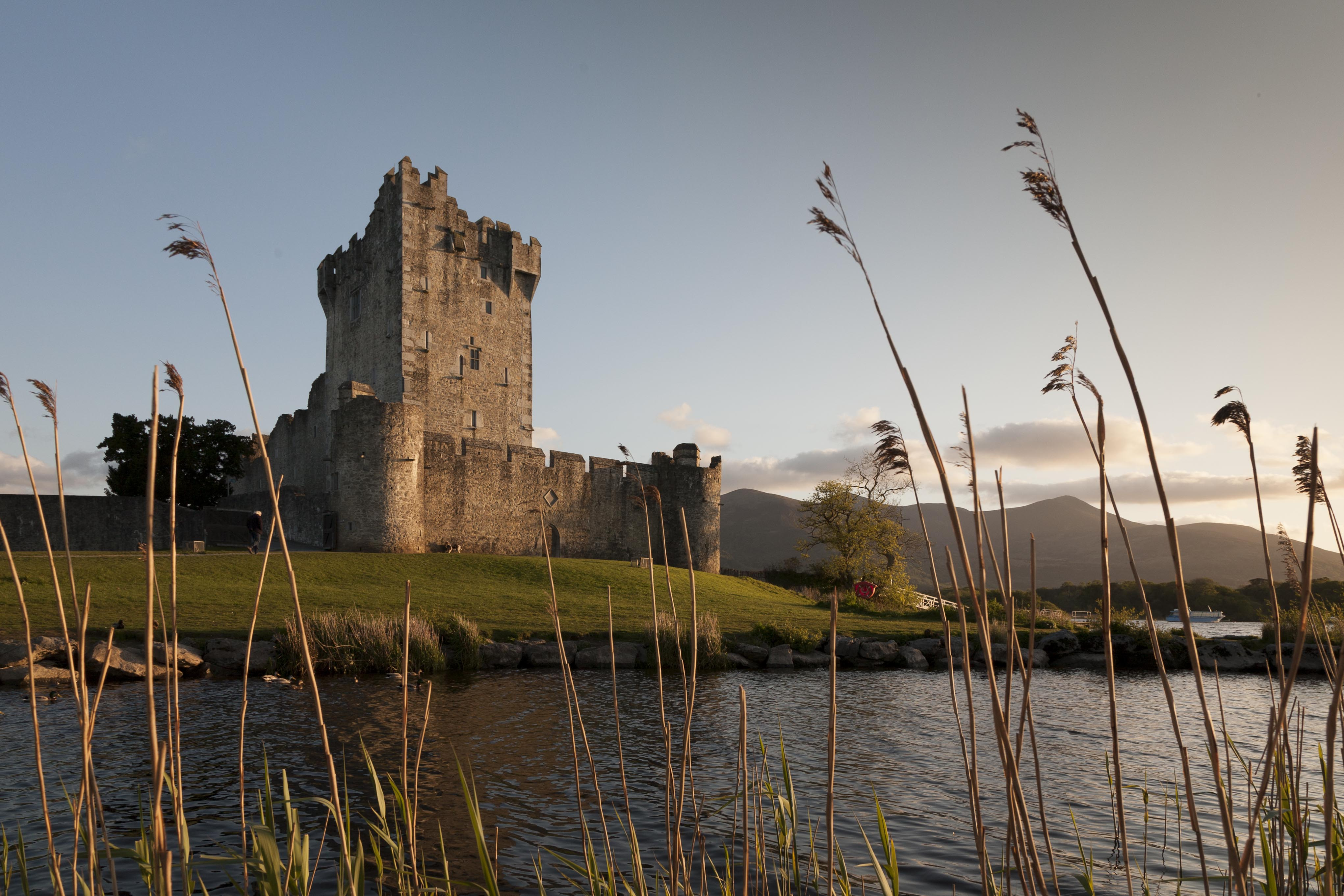
Замок Росс

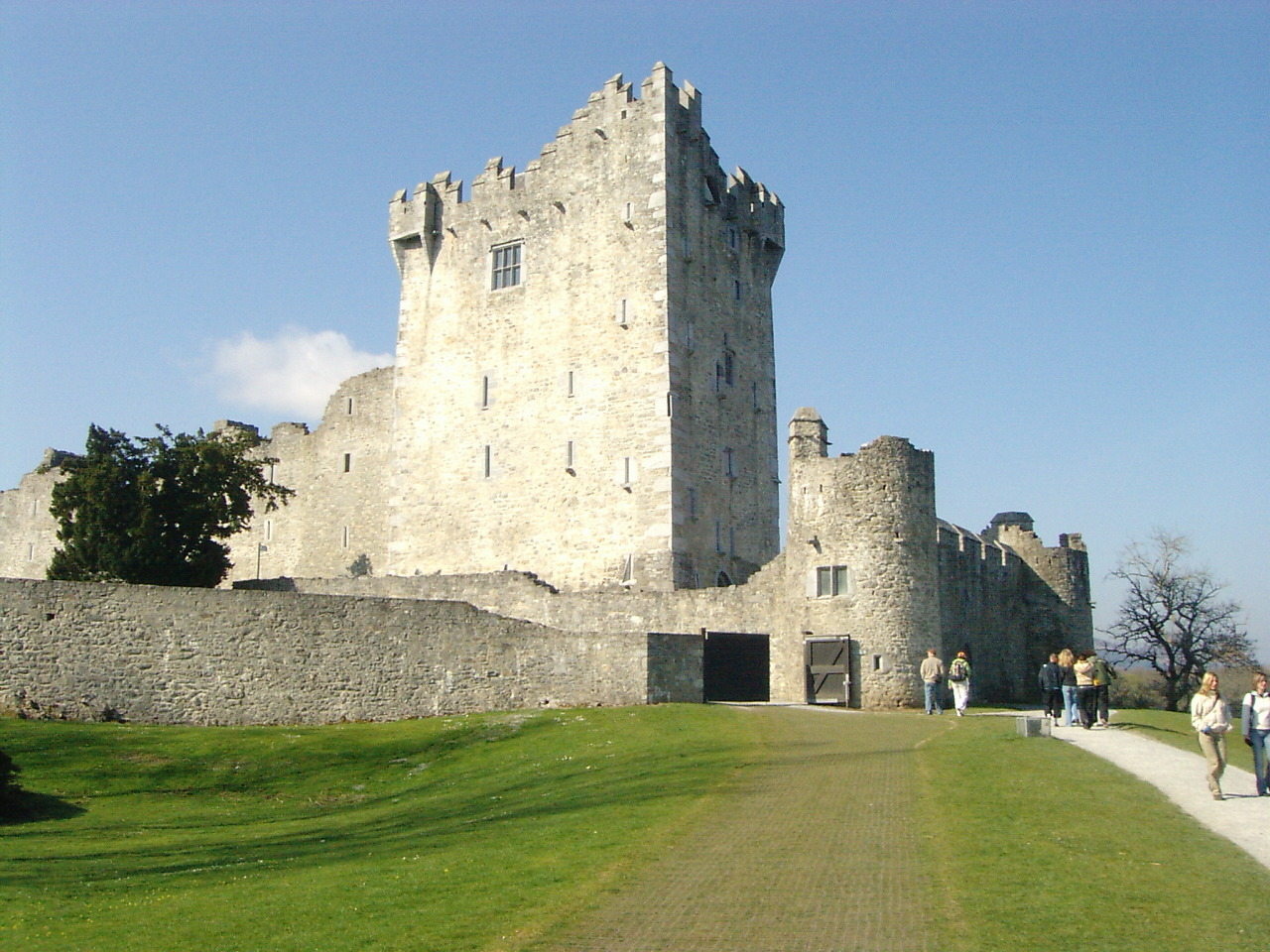
Замок Росс.

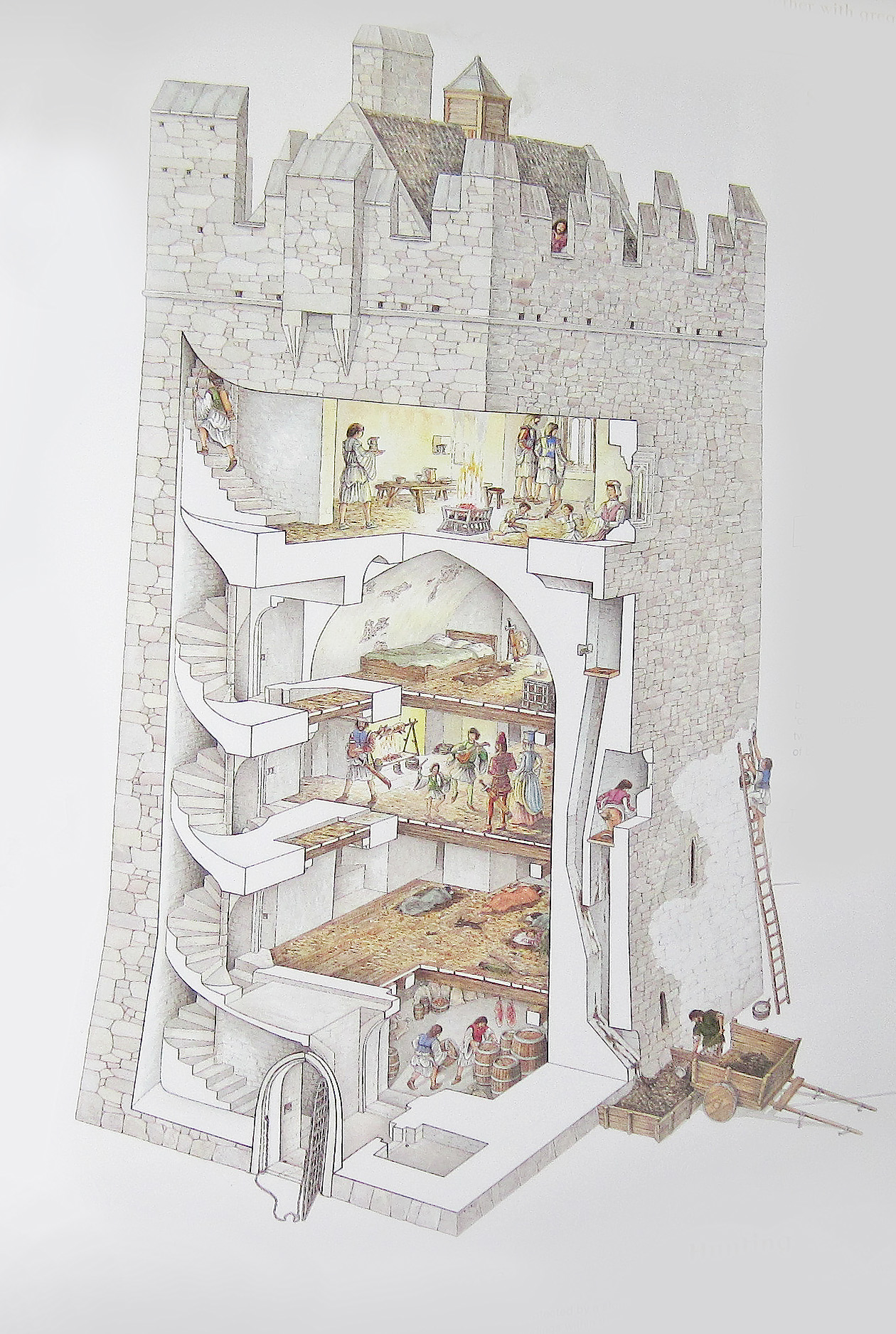
Схема будови замку Росс.

| Держава         | Ірландія           |
| --------------- | ------------------ |
| Місто           | Кілларні           |
| Засновник       | Клан О'Донахью     |
| Дата заснування | кінець XV століття |

Замок Росс (англ. Ross Castle, ірл. Caisleán an Rois) — замок Ройш — один із замків Ірландії, розташований біля міста Кілларні в графстві Керрі, Ірландія. Є родовим гніздом вождів клану О'Донахью, однак більш відомий тим, що належав аристократам Браун. Замок стоїть на березі озера Лох-Лейн в Національному парку Кілларні. Нині замок частково відреставрований і належить Управлінню громадських робіт Ірландії. Замок відкритий для відвідування туристами.

## Історія замку Росс
Замок Росс побудований в кінці XV століття місцевим правлячим кланом О'Донахью, після чого споруда неодноразово переходила з рук в руки під час Десмондського повстання 1580 року. Під час Другого повстання Десмонда замок Росс захопив ірландський клан Мак Карті Мор. У підсумку, замок взяв в оренду сер Валентин Браун, граф Кенмар. У 1641 році спалахнуло повстання за незалежність Ірландії. Змок захопили повстанці і підняли над замком прапор Ірландської конфедерації. Повстання втопив у крові Олівер Кромвель. Замок Росс був одним із останніх замків, що тримав героїчно оборону, тоді як інші ірландські замки вже впали. Замок здобули англійські війська тільки в 1652 році. Замок впав тільки тоді, коли на човнах по річці Лаун була доставлена артилерія і замок почали розстрілювати з гармат. Оборону замку тримав лорд Мак Карті (лорд Мускеррі) проти англійського генерала сера Ладлоу. Генерал Ладлоу привів під стіни замку Росс 4000 багнетів піхоти та 200 шабель кінноти. Але замок захищала водна перепона. У ірландців було повір'я, що замок Росс впаде тільки тоді, коли у води озера зайдуть військові кораблі. Озеро було надто мілке для військових кораблів, але гармати доставили на човнах і це вирішило долю захисників замку Росс. Був навіть вірш на цю тему: «Замок Росс витримає бідь-які штурми / доки в озеро Лох-Лейн не зайде військовий корабель.» Човни більше нагадували військові кораблі. Вони були побудовані в Кінсейлі, транспортовані водою до Кілоргліна, а потім затягнуті волами до замку Росс. Однак, колишні орендарі повернули собі замок, зумівши довести, що їх спадкоємець був занадто молодий для участі в повстанні.
Аристократи Браун побудували біля замку Росс розкішний особняк. Але в 1688 році спалахнула так звана Вільямітська (Якобітська) війна — війна між королем католиком Яковом ІІ та королем протестантом Вільямом ІІІ Оранським. Ірландці, у тому числі аристократи Браун підтримали Якова ІІ. За це після перемоги Вільяма ІІІ Брауни були вигнані з замку Росс. У приміщеннях, що звільнилися були влаштовані солдатські казарми, що проіснували тут до початку XIX століття. Брауни не повернулися в замок Росс, але збудували собі особняк Кенмар-Хаус біля Кілларні. Завдяки своїй історії замок Росс став символом боротьби ірландців за незалежність.
Замок є типовим спорудою-резиденцією вождів ірландських кланів епохи середньовіччя. Товсті стіни з круглими кутовими вежами і масивна вежа по центру.

## Легенда про замок Росс
Існує легенда, в якій говориться про те, що вождь клану О'Донахью одного дня був «висмоктаний» невідомою силою з вікна своєї кімнати разом зі всіма меблями, книжками і конем. Він пролетів деяку відстань і потонув в озері біля замку. Вважається, що О'Донахью живе у великому палаці на дні озера і уважно стежить за всім, що відбувається на поверхні.

## Командири англійських гарнізонів замку Росс
- 1652 рік — Пірс Феррітер
- Сер Джон Пейтон (помер в 1675 році)
- 1679—1701 роки — полковник сер Джон Еджворт
- 1705—1714 роки — полковник Річард Хеджес
- 1715 рік — Джон Стерлінг
- 1721 рік — Вільям Фіц Моріс, ІІ граф Керрі (помер 1747 р.)
- 1753—1762 роки — генерал-лейтенант Джон Фоліот
- 1762 рік — сэр Френсіс Лумм (помер 1797) (Верховний Шериф графства Короля, 1755)
- 1801 рік — генерал-лейтенант Чарльз Юстас (1736—1801) (депутат парламенті від Фетарда, Вексфорд)
- 1801 рік — генерал-лейтенант сер Генрі Джонсон.